# Hyles perkinsi
Espèce
Hyles perkinsi est une espèce de lépidoptères (papillons) de la famille des Sphingidae, de la sous-famille des  Macroglossinae, de la tribu des Macroglossini, et du genre Hyles.

## Répartition et habitat
L'espèce est endémique de Oahu, et Molokai dans les îles Hawaï.

## Description
- La face dorsale de l'aile antérieure est gris brun, avec un entourage blanc. La face dorsale de l'aile postérieure est rose avec de larges bordures noires et l'abdomen est bagué de blanc.

## Biologie
Les chenilles se nourrissent sur les espèces des genres Euphorbia, Kadua et Straussia.

## Systématique
L'espèce Hylies perkinsi a été décrite par l'entomologiste américain Otto Herman Swezey en 1920.

### Synonymie
- Celerio perkinsi Swezey, 1920 Protonyme
- Hawaiina perkinsi
- Hyles wilsoni perkinsi

### Taxonomie
Kitching et Cadiou l'ont élevée au rang d'espèce. Elle était autrefois considérée comme une sous-espèce de Hyles wilsoni.